# Marcel Deslauriers (homme d'affaires)
Pour les articles homonymes, voir Deslauriers et Marcel Deslauriers.
Marcel Deslauriers est un homme d'affaires québécois né le 15 février 1917 à Québec et mort le 20 février 2014 dans la même ville. 
Cofondateur, avec Roméo Filion, de la compagnie Sico qui est le plus important manufacturier de peinture au Canada.

## Distinction
- 2003 - Chevalier de l'Ordre national du Québec